# サーリフ・ムハンマド
サーリフ・ムハンマド（Al-Ṣāliḥ Muḥammad、1411年 - ?）は、エジプトを支配したブルジー・マムルーク朝の第8代スルタン（在位：1421年 - 1422年）。

## 生涯
第7代スルタン・ザーヒル・タタールの子。1421年に父が暗殺されたため、わずか11歳で即位する。幼年のためにジャーニー・ベイが摂政として補佐したが、1422年にマムルークの支持を得たアシュラフ・バルスバーイによる反乱でジャーニー・ベイと共に地位を追われた。